# Sterntaufe
Bei einer privaten Sterntaufe (oder Sternentaufe, auch Sternpatenschaft oder Sternenpatenschaft) wird ein durch eine Katalognummer bezeichneter Stern mit einem selbstgewählten Namen benannt. 
Alle Sterne werden in der Wissenschaft mit Katalognummern bezeichnet, um eine einfache Identifikation zu ermöglichen. Die einzige für die Sternbenennung international anerkannte Autorität ist die Internationale Astronomische Union (IAU), die Namen nach international anerkannten Kriterien vergibt und sich ausdrücklich von den kommerziellen Anbietern von Sterntaufen distanziert. Nur die wenigsten Sterne haben einen darüber hinausgehenden traditionellen Namen, der sich auch von Land zu Land unterscheiden kann.

## Geschichte
Die Wissenschaft der Sternbenennung ist nur um weniges jünger als die Menschheit selbst. Bereits in der Steinzeit gaben unsere Vorfahren den hellsten Sternen und den eindeutigsten Sternbildern Namen, um sich besser orientieren zu können, aber auch aus Glaubens- und Religionsgründen. 
In den westlichen Kulturen sind neben den hellsten Sternen, einigen Planeten und Sternbildern nur wenige Einzelsterne mit einem Namen versehen worden. Meist erhielten nur die hellsten Sterne innerhalb eines Sternbildes einen eigenen Namen, wie es z. B. in den Sternkatalogen von Claudius Ptolemäus und Hipparchos der Fall ist.  
Im 9. Jahrhundert n. Chr. kam es schließlich zu einem regen Austausch der astronomischen Kenntnisse zwischen den westlichen Kulturen und jenen des Morgenlandes. Der berühmte persische Astronom Abd ar-Rahman as-Sufi übersetzte die Schriften des Abendlandes, um deren Sternnamen jenen des Morgenlandes zuzuordnen und zu erweitern. Als dieses Werk wiederum ins Lateinische übersetzt wurde, verbreitete es sich in ganz Europa, weshalb heute noch arabische Sternnamen wie Aldebaran und Algol gängig sind. 
Johann Bayer entwickelte schließlich eine neue Form der Namensgebung bzw. Katalogisierung von Sternen. Diese wandte er in seinem Himmelsatlas Uranometria (1603) erstmals an.
Im Folgenden werden die wichtigsten Meilensteine in der Geschichte der Sterntaufe aufgelistet:
- 2750 v. Chr.: Festlegung der wichtigsten Sternbilder des Nordhimmels in Mesopotamien.
- 800 v. Chr.: Fortführung der Einteilung und Benennung von 48 Sternbildern in Griechenland.
- 800 n. Chr.: die griechischen Werke werden ins Arabische übersetzt
- ab 1115: die arabische Literatur wird ins Lateinische übersetzt
- ab 1600: Benennung neuer Sternbilder des Südhimmels
- 1603: Johann Bayers Himmelsatlas Uranometria erscheint
- 1925: In Rom werden 88 Sternbilder festgelegt, welche heute noch gültig sind.[1]

## Gewerbliche Sterntaufe

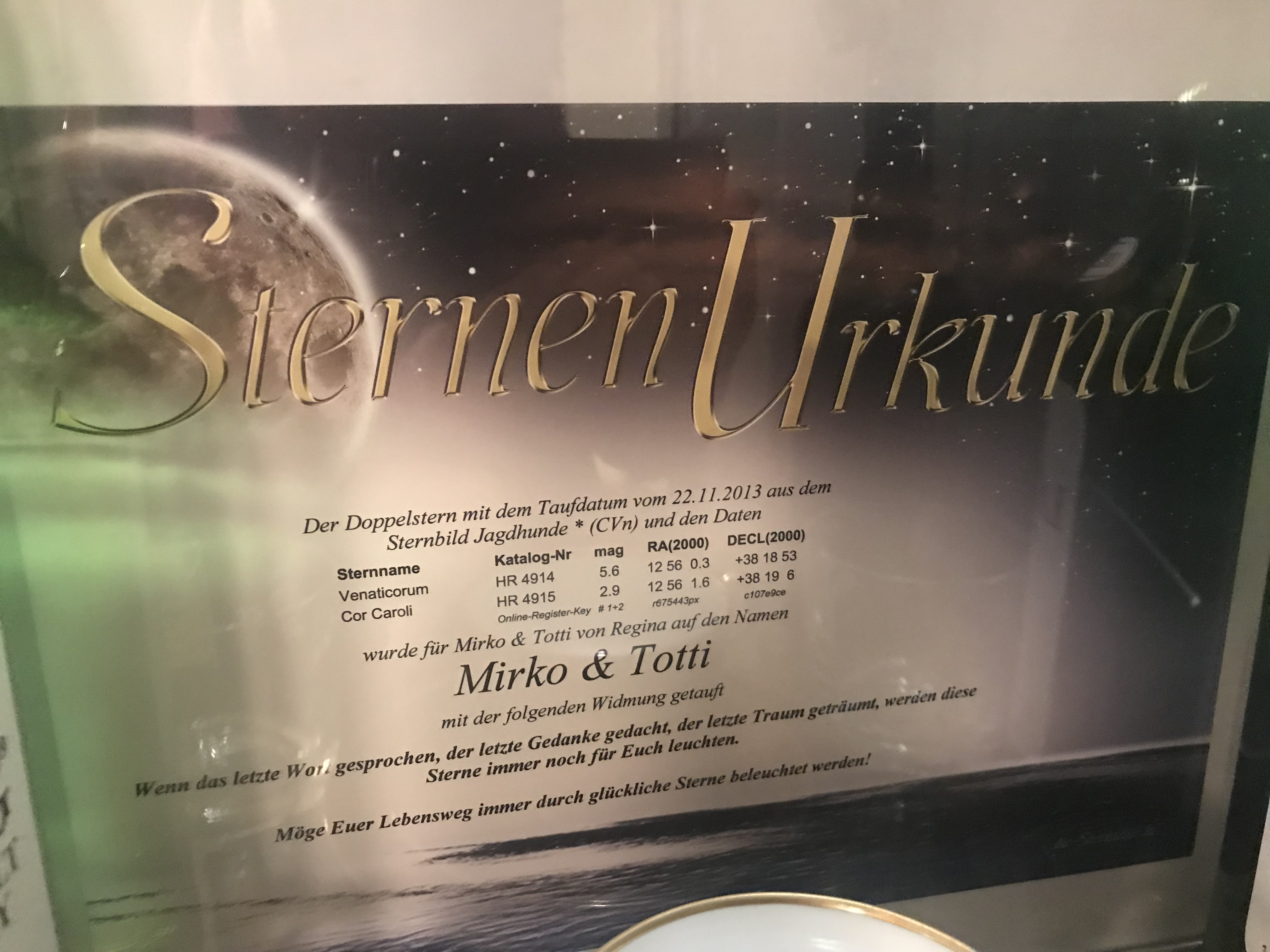
Urkunde einer privaten Sternentaufe des Doppelsterns Cor Caroli

Es gibt kommerzielle Anbieter, die Sterne im Allgemeinen gegen einen Geldbetrag benennen und diese in ein Register eintragen. Diese Eintragungen haben keine wissenschaftliche oder offizielle Bedeutung und existieren nur in der jeweiligen firmeneigenen oder in einer anderen privatwirtschaftlich geführten Liste und auf einem dem Kunden gelieferten Ausdruck. Es handelt sich um eine rein symbolische Geste, die grundsätzlich jeder selbst durchführen kann. Da die verschiedenen Anbieter jeweils eigene Listen führen, kann es vorkommen, dass einem einzelnen Stern mehrere „Taufnamen“ zugeordnet sind. Je heller und damit seltener ein Stern ist, desto höher ist die Wahrscheinlichkeit, dass es zu einer solchen Mehrfachbenennung kommt.
Für den Kaufpreis erhält der Käufer eine von dem Unternehmen gefertigte Urkunde, die den Taufnamen und weiteren Text enthält sowie gegebenenfalls eine Detailkarte, die einen Ausschnitt aus dem Sternbild des getauften Sterns zeigt. In einigen Fällen wird auch ein Bild des Sterns oder ein Beiblatt mitgeliefert, das über die Koordinaten hinaus detaillierte astronomische Daten des ausgewählten Sterns enthält. 
Oftmals wird die Dienstleistung mit einer Eintragung in ein sogenanntes internationales Register beworben. In der Regel ist dieses Register aber nur eine weitere Website der jeweiligen kommerziellen Anbieter. Rechtlich wird daher nur ein Eintrag in einem privaten Sternregister einer Firma erworben, der Käufer hat keinerlei Rechte am Stern selbst oder an dessen offiziellen Namen oder Kennzeichnung.
Sterntaufen werden auch von Non-Profit-Organisationen (NPOs) im astronomischen Umfeld (Sternwarten, Planetarien, Astronomische Vereine und Institute) als Fundraising oder Marketing Mittel eingesetzt. Die Preise für eine kommerzielle Sterntaufe variieren stark. Die Spanne reicht von kostenlos bis mehreren Hundert Euro.

## Neubenennung mehrerer Exoplaneten
Auf eine Initiative der Internationalen Astronomischen Union wurden ca. 305 Exoplaneten, die nur mit einer komplizierten Katalognummer versehen wurden, im Herbst 2015 umbenannt. Hierfür wurde jedermann die Möglichkeit gegeben, sich auf der Website zu registrieren, um für einen von mehreren vorgegebenen Namen abzustimmen. Die Organisation betonte jedoch, dass die neuen Namen die wissenschaftlichen Katalognummern nicht ersetzen, aber als offizielle Namen in der Öffentlichkeit dienen sollen.

Die öffentliche Abstimmung wurde am 31. Oktober 2015 beendet, bis dahin wurden 573 242 Stimmen abgegeben. Die Ergebnisse wurden im Dezember 2015 veröffentlicht.